# Tessellis
Tessellis S.p.A. (precedentemente Tiscali S.p.A.) è una società di telecomunicazioni italiana, che opera nel settore della telefonia, sia fissa che mobile, e della banda larga e ultralarga.
Fondata nel 1998, l'anno successivo si è quotata alla Borsa di Milano.
La società, dopo la fusione con il ramo retail di Linkem nel 2022, commercializza le proprie offerte con i marchi Tiscali e Linkem. A seguito della fusione, OpNet (ex Linkem), diviene azionista di maggioranza della società, che nel 2023 viene anch'essa rinominata e assume l'attuale nome. Nel 2024 Wind Tre acquisisce OpNet, incluse tutte le sue attività, con l'esclusione della partecipazione in Tessellis.

## Storia

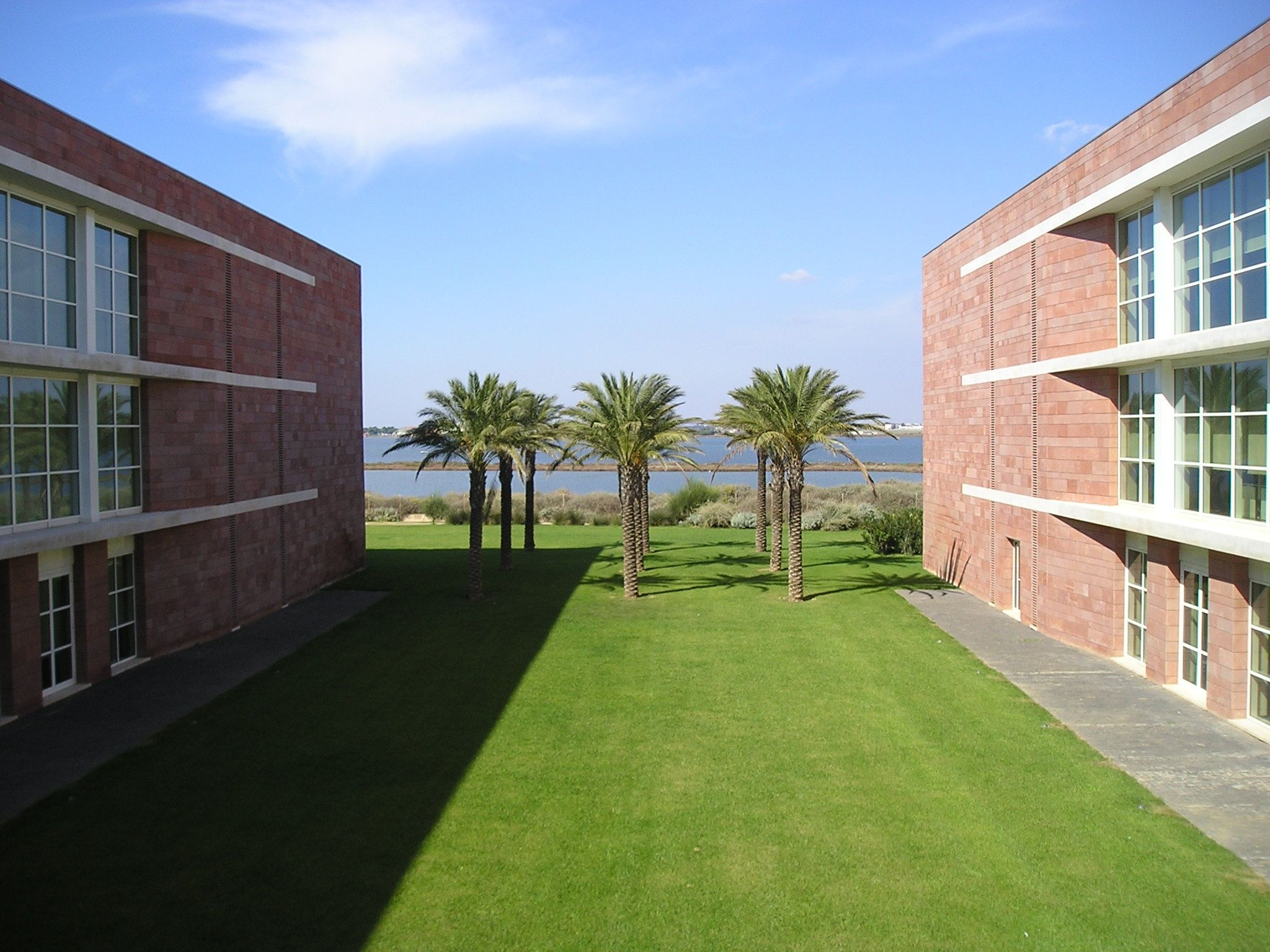
La sede di Tiscali a Sa Illetta

### Fondazione, quotazione in Borsa ed espansione internazionale (1998-2004)
Tiscali è stata fondata a gennaio 1998 a Cagliari, in seguito alla deregolamentazione del mercato telefonico italiano, su iniziativa dell'imprenditore sardo Renato Soru, già confondatore di Czech On Line. L'azienda deve il nome all'omonimo monte sardo, situato tra i comuni di Dorgali e Oliena (in Provincia di Nuoro), in cui sono presenti i resti di un villaggio nuragico risalente al VI-IV secolo a.C.
Nel corso del 1999 Tiscali promosse in Italia l'accesso gratuito a Internet denominato Tiscali Free Net. L'iniziativa indusse i principali provider italiani a superare il modello basato sull'abbonamento a canone fisso (allora di circa 200 000 lire l'anno), contribuendo quindi alla diffusione di massa degli accessi alla rete. Poco dopo fu il primo Internet provider italiano a lanciare il servizio di preselezione dell'operatore, e a offrire, ai soli clienti che disponevano di una connessione a Tiscali, la possibilità di telefonate gratuite ai numeri fissi italiani con un sistema basato sulla tecnologia voice over IP, grazie al software "Voispring" (poi diventato "NetPhone"). 
Nel 1999, Tiscali fu quotata sulla Borsa di Milano con l'ausilio di ABN AMRO Rothschild e Banca IMI, in qualità di coordinatori globali, con un prezzo di collocamento di 46 euro per azione; dal 2001 fino al 2003 le azioni furono negoziabili anche sulla Borsa di Parigi. Nei mesi successivi all'ingresso nei mercati azionari, durante la cosiddetta "bolla delle dot-com", le quotazioni di Tiscali in borsa registrarono aumenti vertiginosi, raggiungendo il picco di 1197 euro per azione, a marzo 2000. L'esaltante performance azionaria permise alla società di effettuare numerose acquisizioni "contro carta", offrendo cioè proprie azioni anziché denaro contante. Dal 1999 al 2003 Tiscali acquisì numerose aziende europee, tra le quali Liberty Surf in Francia e di World Online nei Paesi Bassi, con la strategia di costituire un "provider pan-europeo" in grado di porsi come alternativa continentale alle ex aziende pubbliche di telecomunicazioni. Nel 2004 il primo riacquisto delle obbligazioni circolanti permise di ridurre l'indebitamento societario. Mentre il fondatore Soru si apprestava all'ingresso in politica, le azioni di Tiscali dimezzarono il loro valore rispetto all'ingresso in Borsa nel 1999, risentendo anche della scoppio della bolla speculativa del settore.
Quella di Tiscali fu la prima quotazione in Borsa di un'azienda sarda. Le acquisizioni di altre imprese europee segnarono un altro primato nell'Unione europea, essendo il primo caso europeo di un'azienda con sede in un'area economica in crisi (classificata come zona Obiettivo 1) ad effettuare acquisizioni in altre imprese europee «trasferendo le parti più sofisticate del ciclo produttivo ed i posti di lavoro in una zona sottosviluppata».
Nel 2003 Tiscali trasferì la sede legale nel Tiscali Campus, alle porte della città di Cagliari, promuovendo così la nascita di un distretto telematico sardo.

### Le gestioni di Huisman, Pompei e Rosso (2004-2009)
Renato Soru, eletto presidente della Sardegna alle elezioni di giugno 2004, nelle settimane successive lasciò la guida della società. Come amministratore delegato gli succedette Ruud Huisman, sotto la cui gestione la strategia aziendale cambiò radicalmente: mentre la maggior parte delle controllate estere veniva venduta, l'impresa si focalizzò solo sui mercati italiano e britannico, nei quali aveva una base-clienti abbastanza ampia da permetterle di competere con i principali operatori di quei mercati.
L'11 gennaio 2006 Tommaso Pompei succedette a Huisman nella guida della società. Nel corso del 2007 si concretizzarono la vendita del Tiscali Campus e le acquisizioni dell'operatore britannico Pipex, grazie alla quale Tiscali divenne così il quarto provider Internet del Regno Unito e di Homechoice, che le permise di entrare nel mercato della IPTV. Tiscali disponeva così di una rete proprietaria in fibra ottica paneuropea (ossia che attraversa molti nodi del continente europeo) e di una rete di accesso che copre numerose centrali telefoniche (ULL). A luglio 2007, inoltre, fu raggiunto un accordo con TIM che permise a Tiscali di diventare operatore mobile virtuale.
A gennaio 2008, la situazione debitoria dell'impresa indusse il consiglio di amministrazione di Tiscali a deliberare un importante aumento di capitale sino a 150 milioni di euro. Poche settimane dopo Tommaso Pompei si dimise da amministratore delegato e al suo posto venne nominato Mario Rosso. A inizio 2009 la condizione finanziaria della società determinò forti oscillazioni nella quotazione in borsa delle sue azioni. A marzo successivo il fondatore Renato Soru, dopo la sconfitta alle nuove elezioni regionali, rientrò nel consiglio d'amministrazione di Tiscali e ne venne annunciato anche il ritorno alla presidenza della società.
Nella primavera di quello stesso anno fu annunciata la vendita di Tiscali UK (maggio 2009) a The Carphone Warehouse (che ne fece poi confluire le attività in TalkTalk). Tiscali tornava così a essere un Internet service provider solo italiano. Il 23 marzo 2009 fu lanciata Tiscali Mobile per i servizi di telefonia mobile.

### La difficile seconda gestione Soru (2009-2015)
L'annuncio di un nuovo aumento di capitale di 210 milioni di euro non risparmiò a Tiscali l'ingresso, ad agosto 2009, nella cosiddetta "black list" della CONSOB, con l'obbligo di informare mensilmente il mercato della propria situazione finanziaria). Il raggruppamento delle azioni ordinarie (14 settembre) fu seguito da un ulteriore aumento di capitale da circa 180 milioni di euro. Nel piano industriale 2009-2013, presentato il 12 ottobre 2009, il 2010 era prospettato come un anno di risanamento e rilancio per Tiscali, ma si rivelò invece difficilissimo con un valore societario più che dimezzato, tra i peggiori risultati della Borsa Italiana. Anche il 2011 e la prima metà del 2012 segnarono un peggioramento delle performance economiche (con la riduzione dei clienti) e finanziarie, con le azioni che a luglio 2012 segnarno il minimo storico (circa 48 milioni di euro contro i 212 del febbraio 2010).
Il 19 marzo 2013 fu lanciato istella, il motore di ricerca realizzato da Tiscali e dai fondatori di Arianna in collaborazione con l'Università di Pisa e il Consiglio Nazionale delle Ricerche. Il 1º settembre l'azienda divenne partner di Katamail, facendola diventare Tiscali:Katamail.

### La fusione con Aria (2015-2022)
A cavallo tra il 2015 e il 2016 Tiscali si fuse, per incorporazione, con Aria, un'azienda italiana attiva nelle telecomunicazioni con tecnologia WiMAX; Riccardo Ruggiero divenne così amministratore delegato, mentre Renato Soru ne mantenne la presidenza, dalla quale si dimise pochi mesi dopo, ad aprile 2016. Grazie alla fusione con Aria, Tiscali ne acquisì la rete di accesso FWA e la licenza da 40 MHz su frequenza 3,5 GHz “technology neutral”, possedendo così un'infrastruttura di rete end-to-end proprietaria (rete di trasporto + rete di accesso), che gli permise di fornire servizi ultra-broadband fixed wireless in tecnologia LTE. 
Nel corso dell'anno successivo, inoltre, Tiscali concluse alcune operazioni strategiche: a giugno si aggiudicò, insieme a BT Italia e Vodafone, la gara Consip del sistema pubblico di connettività.; a settembre stipulò con Huawei un contratto pluriennale di fornitura di apparati di rete per realizzare una rete di accesso proprietaria a banda ultralarga basata su tecnologia LTE TDD, con una attenzione particolare nelle aree soggette al cosiddetto divario digitale; a dicembre cedette a FASTWEB il ramo d'azienda Tiscali Business (comprendente i clienti top e il sistema pubblico di connettività aggiudicato in giugno da Consip) ottenendo l'accesso alla rete in fibra di FASTWEB ai propri clienti privati domestici e LTE; avviò, infine, un piano per l'installazione di ulteriori antenne LTE TDD.
Il 6 marzo 2017 Tiscali annunciò l'accordo con FASTWEB ed Enel Open Fiber per la banda ultralarga..
A giugno 2018 Alex Kossuta divenne nuovo amministratore delegato. Il 25 ottobre 2018 le azioni della società toccarono il minimo assoluto, venendo scambiate ad appena 0,0087 euro, sintomo della debolezza societaria nel proprio mercato di riferimento. Poche settimane più tardi la società vendette a FASTWEB la licenza detenuta da Aria per 40 MHz nella banda 3,5 GHz e il ramo di azienda FWA.
A maggio 2019 Amsicora acquisì il 22% del capitale, cedutogli da ICT Holding, e Renato Soru tornò presidente e amministratore delegato. Nello stesso mese fu rafforzata l'alleanza con Open Fiber per la diffusione in Italia dei servizi ultrabroadband in modalità fiber-to-the-home (FTTH).
A fine 2021 Tiscali contava 666 210 clienti di linea fissa, di cui 542 800 con linee a banda larga ADSL e fibra, cui si aggiungevano i 258 800 clienti di Tiscali Mobile.

### Fusione con Linkem e cambio della denominazione sociale (2022-2023)
Ad agosto 2022 si è completato il processo di fusione per incorporazione tra Tiscali e Linkem, avviato a dicembre 2021, che ha portato all'integrazione del ramo retail di Linkem in Tiscali, di cui al contempo Linkem (divenuta poi OpNet) è diventata azionista di maggioranza con il 58,6% delle azioni.
A gennaio 2023 il nome della capogruppo è diventato Tessellis, che continua ad operare con entrambi i marchi commerciali Tiscali e Linkem.
Il 2 febbraio 2024 Wind Tre stipula un accordo per l'acquisizione delle attività, inclusa l'infrastruttura di rete, di OpNet, che verrà acquisita al 100% insieme a tutte le altre controllate, esclusa Tessellis. Il 1º agosto l'operazione è stata completata.

## Identità aziendale
| Anni      | Logo | Slogan                                       | Note          |
| --------- | ---- | -------------------------------------------- | ------------- |
| 1998-2003 |      | «The European Internet Company» «Uno di noi» | [ 41 ] [ 42 ] |
| 2003-2009 |      | «Internet with a passion.»                   | [ 43 ]        |
| 2009-2017 |      | «Internet with a passion.»                   | [ 43 ]        |
| 2017-2019 |      | «La libertà non si lega a nessuno»           | [ 44 ] [ 45 ] |
| 2019-2023 |      | «On life.» «Love for Internet.»              | [ 46 ] [ 47 ] |
| Dal 2023  |      |                                              | [ 31 ]        |

## Prodotti
Oltre ai servizi di banda larga e ultralarga, di VoIP e di telefonia mobile (con Tiscali Mobile) per clienti privati e business, l'azienda opera con il proprio portale Tiscali.it e il motore di ricerca istella ("stella", in alcuni dialetti sardi) lanciato nel 2013, che dichiara di adottare una politica di tutela della privacy che non prevede la conservazione dei dati degli utenti né delle ricerche da essi effettuate.
In passato ha offerto anche Tiscali TV, un servizio di trasmissione televisiva via Internet (2007-2008) e indoona, un servizio di messaggistica istantanea e per smartphone e Web (2009-2017).